# Joelia Zaripova
Joelia Michailovna Zaripova-Saroedneva (Russisch: Юлия Михайловна Заруднева), geboren als Joelia Ivanova, (Volgograd, 26 april 1986) is een Russische atlete, die is gespecialiseerd in de 3000 m steeple. Hiernaast blinkt ze uit op de 3000 m, waarop ze onder meer Russisch indoorkampioene werd. 

## Biografie
In 2009 begon Saroedneva het jaar met het winnen van de 3000 m bij de Russische indoorkampioenschappen in Moskou. Later dat jaar op de wereldkampioenschappen in Berlijn kwam ze uit op de 3000 m steeple. Hierbij nam de olympisch kampioene en tevens wereldrecordhoudster Goelnara Samitova-Galkina vanaf de start de leiding in de wedstrijd, die werd gevolgd door Joelia Saroedneva, de Spaanse Marta Domínguez en de Keniaanse Milcah Cheywa. Saroedneva nam met nog 600 m te gaan de koppositie over, maar werd nog voor de finish ingehaald door Domínguez. Joelia Saroedneva won een zilveren medaille met een persoonlijk record van 9.08,39.
In november 2015 werd na een slepende procedure echter vastgesteld, dat de dopingverdenking die reeds in 2013 tegen Domínguez was gerezen, terecht was geweest. De Spaanse werd vervolgens alsnog voor drie jaar verbannen uit de sport. Naast deze driejarige schorsing werden bovendien al haar resultaten tussen augustus 2009 en juli 2013, inclusief haar in 2009 behaalde wereldtitel, geschrapt. Dit betekende dat de zilveren WK-medaille van Joelia Saroedneva jaren later alsnog werd opgewaardeerd naar een gouden.
Saroedneva, inmiddels voor de tweede keer getrouwd en sindsdien Zaripova geheten, vertegenwoordigde haar vaderland bij de Olympische Spelen van 2012 in Londen en won daar de gouden medaille op de 3000 m steeple. Met een tijd van 9.06,72 eindigde ze voor de Tunesische Habiba Ghribi (zilver; 9.08,37) en de Ethiopische Sofia Assefa (brons; 9.09,84).

### Doping
Op 30 januari 2015 maakte het Russische antidoping bureau Rusada bekend, dat Zaripova was bestraft vanwege een overtreding van het dopingreglement. Er waren abnormale afwijkingen aangetroffen in de bloedprofielen van haar biologisch paspoort. Op grond hiervan werd de atlete voor een periode van twee jaar en zes maanden geschorst, ingaande op 25 juli 2013. Bovendien werden al haar resultaten van 20 juni 2011 tot 20 augustus 2011 en van 3 juli 2012 tot 3 september 2012 geannuleerd. Dit betekende dat zij haar in Londen veroverde olympische medaille zou kwijtraken, maar haar eerder op 30 augustus 2011 veroverde wereldtitel op de 3000 m steeple zou mogen behouden. Hiertegen tekende de IAAF op 25 maart 2015 beroep aan bij het Hof van Arbitrage voor Sport (CAS) in Lausanne. Op 24 maart 2016 stelde het CAS de IAAF in het gelijk. Ook haar in 2011 veroverde wereldtitel is ongeldig verklaard en dus zal Zaripova ook die gouden medaille moeten inleveren.
Zaripova is aangesloten bij Dinamo.

## Titels
- Olympisch kampioene 3000 m steeple - 2012
- Wereldkampioene 3000 m steeple - 2009, 2011
- Europees kampioene 3000 m steeple - 2010
- Universitair kampioene 3000 m steeple - 2013
- Russisch kampioene 3000 m steeple - 2009
- Russisch indoorkampioene 3000 m - 2009

## Persoonlijke records
Outdoor
| Onderdeel      | Prestatie | Datum            | Plaats      |
| -------------- | --------- | ---------------- | ----------- |
| 800 m          | 2.05,44   | 2005             | ?           |
| 1500 m         | 4.01,70   | 5 juli 2012      | Tsjeboksary |
|                | 4.04,59   | 7 juni 2009      | Warschau    |
| 3000 m steeple | 9.05,02   | 17 augustus 2012 | Stockholm   |
|                | 9.08,39   | 17 augustus 2009 | Berlijn     |

Indoor
| Onderdeel | Prestatie | Datum            | Plaats |
| --------- | --------- | ---------------- | ------ |
| 1500 m    | 4.16,39   | 15 februari 2009 | Moskou |
| 3000 m    | 8.54,50   | 13 februari 2009 | Moskou |
| 5000 m    | 16.02,81  | 28 februari 2010 | Moskou |

## Beste prestaties
| Datum            | Toernooi     | Plaats    | Onderdeel      | Rang   | Tijd    |
| ---------------- | ------------ | --------- | -------------- | ------ | ------- |
| 14 december 2008 | EK veldlopen | Oostende  | cross          | Brons  | 21.24   |
| 8 maart 2009     | EK indoor    | Turijn    | 3000 m         | 7e     | 8.58,55 |
| 17 augustus 2009 | WK           | Berlijn   | 3000 m steeple | Zilver | 9.08,39 |
| 30 juli 2010     | EK           | Barcelona | 3000 m steeple | Goud   | 9.17,57 |

## Palmares

### 800 m
- 2005:  Russische indoorkamp. - 2.08,75
- 2005: 5e in serie EJK - 2.09,49

### 3000 m
- 2009:  Russische indoorkamp. - 8.54,50
- 2009: 7e EK indoor - 8.58,55

### 3000 m steeple
Kampioenschappen
- 2008: 6e Russische kamp. - 9.55,42
- 2009:  Russische teamkamp. - 9.34,47
- 2009:  Russische kamp. - 9.13,18
- 2009:  WK - 9.08,39 (na DQ Domínguez)
- 2010:  EK team - 9.23,00
- 2010:  EK - 9.17,57
- 2011:  WK - 9.07,03
- 2012:  OS - 9.06,72
- 2013:  Universiade - 9.28,00

Diamond League-podiumplaatsen
- 2010:  DN Galan - 9.17,59
- 2010:  London Grand Prix - 9.22,60
- 2011:  Memorial Van Damme - 9.15,43
- 2012:  DN Galan – 9.05,02

### veldlopen
- 2005: 8e EK junioren - 15.47
- 2008:  EK U23 - 21.24,  landenklassement